# Mauro Sampaio
José Mauro Castelo Branco Sampaio (Fortaleza, 10 de julho de 1927 — São Paulo, 6 de outubro de 2015) , mais conhecido como Mauro Sampaio, foi um médico e político cearense. Era filho do também político Leão Sampaio. Graduou-se em medicina pela Universidade do Distrito Federal (atual UERJ) em 1952. Foi prefeito da cidade de Juazeiro do Norte por dois mandatos, em 1967 e 1996. Elegeu-se deputado federal por cinco vezes consecutivas ocupando vaga na Câmara de Deputados do Brasil de 1975 a 1995. Participou da constituinte de 1988, onde propôs 48 emendas, 16 delas aprovadas.

## Biografia
Em seu primeiro mandato como prefeito de Juazeiro do Norte, de 1967 a 1970, Mauro Sampaio construiu a Estátua do Padre Cícero na colina do Horto. A ideia inicial era de construir um cruzeiro. Segundo Mauro Sampaio, um padre deu a ideia de construir uma estatua do Padre Cícero, hoje conhecida internacionalmente e visitada por milhares de turistas, religiosos e romeiros. Outra obra do seu primeiro mandato foi o Estádio Mauro Sampaio, Ou "Romeirão" que foi inaugurado em meio às comemorações do dia do trabalho de 1970 e era administrado pela prefeitura de Juazeiro do Norte até 2019 e começou a ser administrado pelo Governo do Estado do Ceará e reinaugurado em 2022 como Arena Romeirão Mauro Sampaio, que tem seu próprio nome, e que já foi palco de grandes disputas do futebol regional e nacional, vindo jogar no próprio estádio importantes times nacionais. Mauro Sampaio também trouxe a primeira faculdade de medicina para a cidade de Juazeiro do Norte: Faculdade de Medicina Estácio de Juazeiro do Norte (FMJ). 26 anos depois, Mauro Sampaio foi novamente prefeito de Juazeiro do Norte de 1996 a 2000.

### Morte
Faleceu em 06 de outubro de 2015, na cidade de São Paulo, em virtude de complicações depois de uma cirurgia para tratamento de um câncer no intestino realizada no dia 19 de setembro daquele ano.

## Obras
- Em Defesa do Padre Cícero Romão Batista (1975)
- Pronunciamentos (1976)
- Conferência Sobre o Desenvolvimento do Sul do Ceará (1977)